# San Andrés-Caño Argales
El de San Andrés-Caño Argales es un barrio tradicional de Valladolid, situado al sur del distrito centro y al norte de los actuales talleres del ferrocarril. Su nombre procede de la iglesia de San Andrés y de la fuente o caño que había en la plaza del Caño Argales, que traía agua desde la primitiva Fuente de Argales.

## Límites geográficos
Sus límites geográficos son: 
- Por el norte: Plaza de Madrid, Plaza de España, Calle José María Lacort, Plaza de la Cruz Verde
- Por el este: Calle de Labradores.
- Por el sur: Calle de la Estación y Calle Recondo.
- Por el oeste: Calle Gamazo y Plaza de Colón.

Las 27 calles y 4 plazas que forman parte de este barrio son:

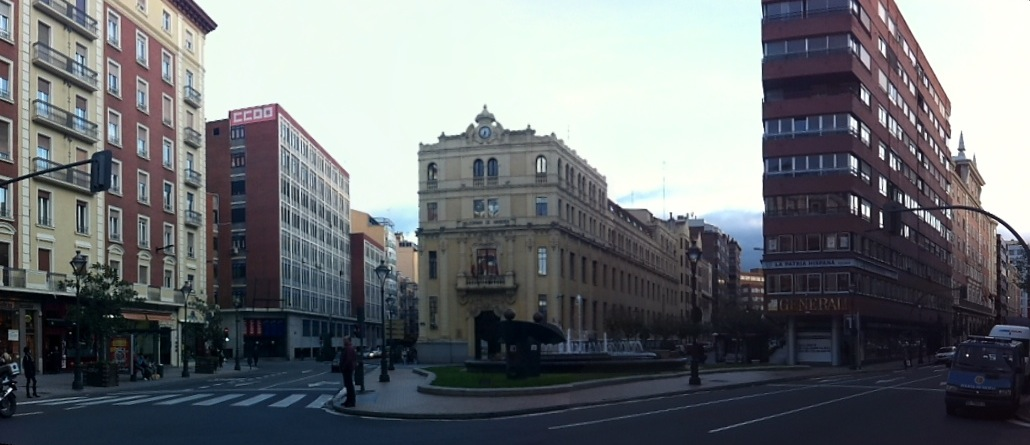
Plaza de Madrid

Calle Gamazo, Calle Bailén, Calle de Muro, Calle Independencia, Calle García Valladolid, Calle Dos de Mayo, Calle General Ruiz, Calle de la Estación, Calle Ferrocarril, Calle de Panaderos, Calle Divina Pastora, Plaza de España, Plaza de Madrid, Plaza del Caño Argales, Calle de la Loza, Calle del Nogal, Calle de Nicolás Salmerón, Calle de Labradores, Calle de la Cadena, Calle de Pedro la Gasca, Calle de los Hostieros, Calle de Vega, Plaza de San Andrés, Calle García Lesmes, Calle de Juan Agapito y Revilla, Calle Acibelas, Calle de José María Lacort, Calle de Simón Aranda, Calle de la Mantería, Calle del Párroco Domicio Cuadrado, Calle Alonso Pesquera.
Es el distrito número 3 de Valladolid con una población de 7.665 personas y una superficie de 240.000 m².

## Historia y desarrollo urbano
Tres son los elementos que ayudan a entender el desarrollo urbano de este barrio. La Iglesia de San Andrés, la llegada del ferrocarril a Valladolid y los ramales del río Esgueva.

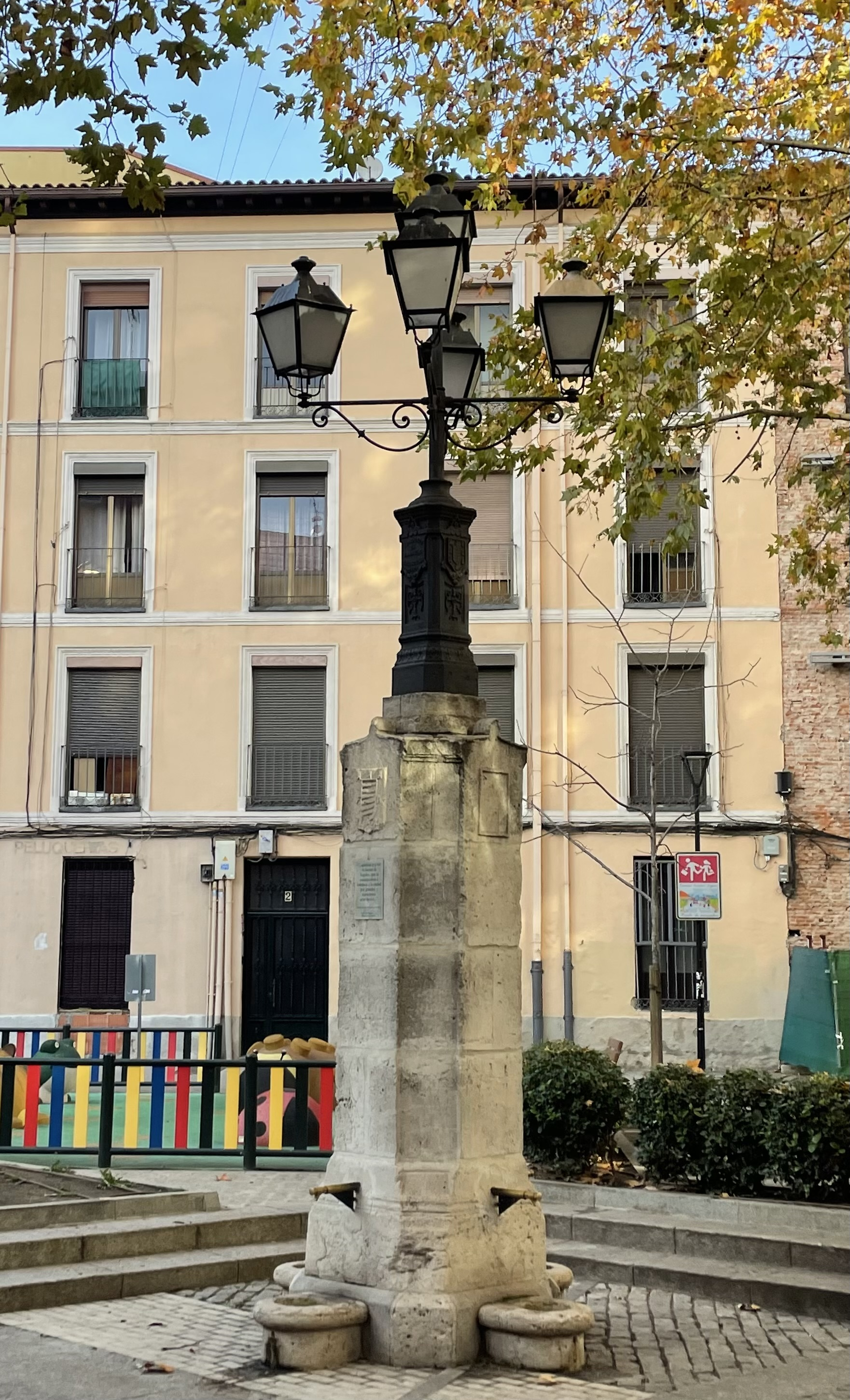
Fuentes del Caño Argales, que dan nombre a la plaza y parte del barrio.

### Extramuros y la Iglesia de San Andrés
Ya en el siglo XII se tiene referencia de la existencia de la ermita de San Andrés en torno a la cual se creará el futuro barrio.
A primeros del siglo XIV se formán núcleos de viviendas extramuros de la ciudad de Valladolid, entre las puertas de Teresa Gil y la puertas de San Esteban, al final de la actual calle Alonso Pesquera. 
Durante los siglos XV y XVI se va formando el arrabal de San Andrés, con dos núcleos que serían las calles de Mantería y Zurradores (Panaderos), y es a mediados de este siglo, entre el 1548 y 1588, cuando se produce la división en lotes para la explotación inmobiliaria del resto de tierras entre la calle Mantería, Labradores , Panaderos y el ramal Sur del Esgueva, que discurría por el actual Nicolás Salmerón.
Rápidamente, el barrio es ocupado por artesanos y labradores, y la población del barrio se mantiene estable hasta principios del siglo XVII, para dar paso a un periodo de despoblación, largo y mantenido, hasta mediados del siglo XIX.

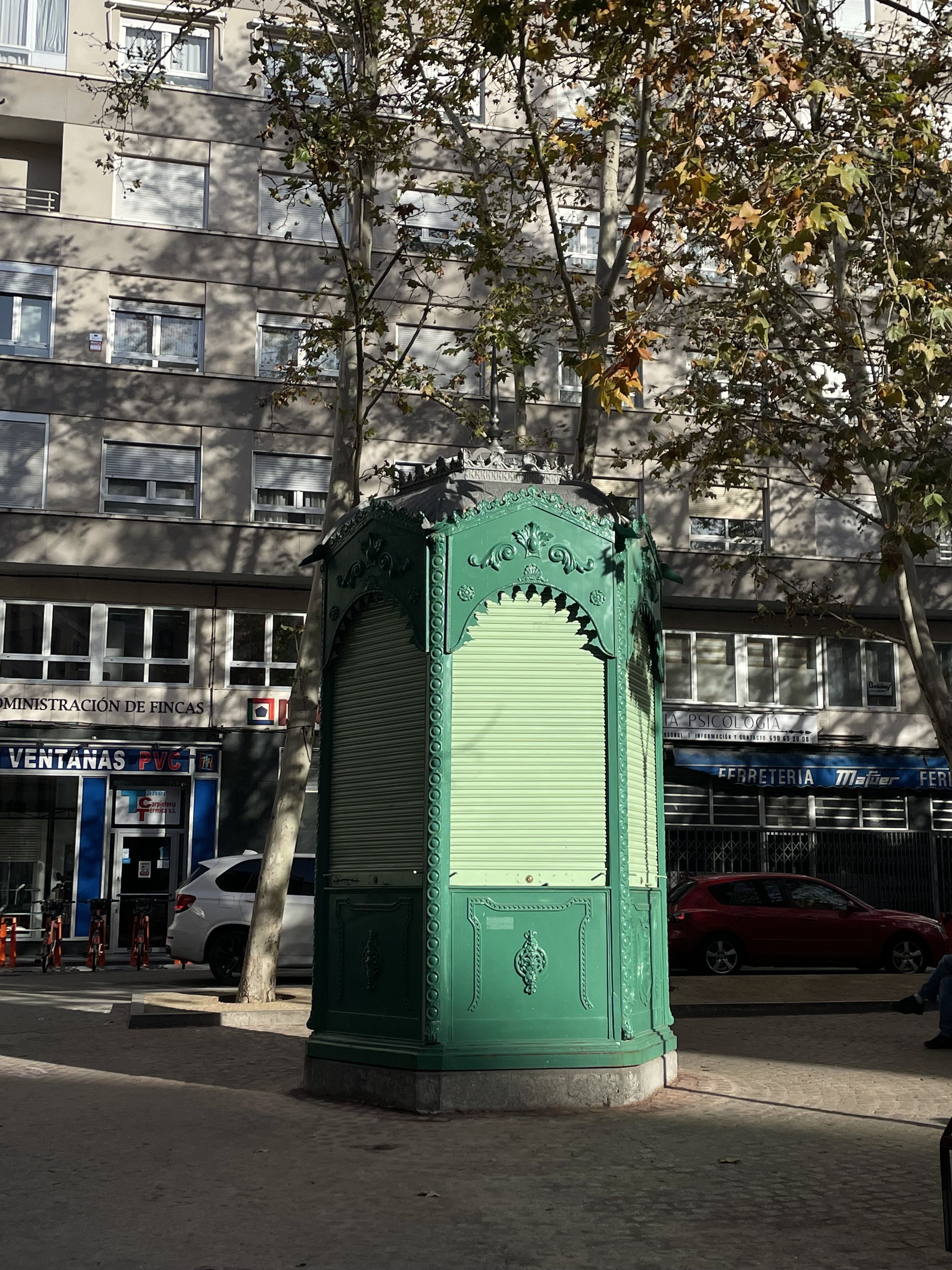
Quiosco histórico de la plaza del Caño Argales, 1931.

En el plano de Ventura Seco de 1738 ya aparecen definidas y urbanizadas las calles Loza y Nogal, rodeadas de cultivos y huertos, y los desaparecidos Convento de la Merced Descalza y Portillo de la Merced cerrando la expansión sur oeste del barrio. El barrio durante los siguientes 120 años mantendrá una fisonomía urbana similar.

### Industria ferroviaria

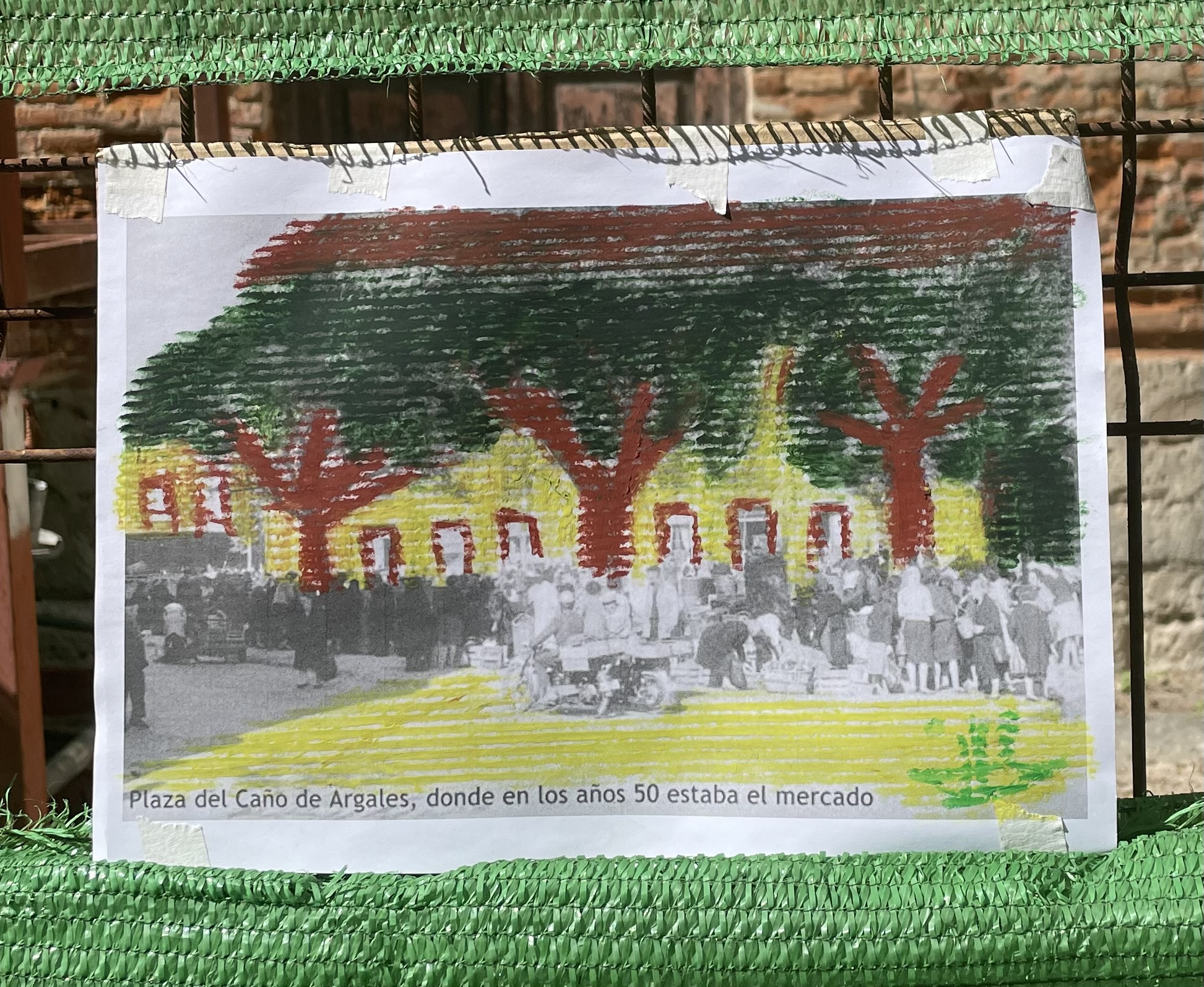
Imagen de una fotografía pintada por los niños del barrio del Mercado de la Plaza del Caño Argales en los años 50.

La llegada del ferrocarril a Valladolid en 1856, marca el inicio y el límite del desarrollo de la zona sureste del barrio. La actividad artesanal es sustituida por la actividad industrial y numerosas industrias se establecen cercanas a este nuevo nudo de comunicaciones.
En 1854 se establece la Fábrica de Gas en la misma ubicación que ha estado hasta finales del XX, haciendo cuña entre el comienzo de la calle Estación y las futuras vías del tren, ocupando lo que es actualmente el espacio entre las calles Estación, Calle de la Estación del Norte y Recondo , esta última calle se alarga hasta la calle Estación en el año 2000 con motivo del desmantelamiento de las antiguas construcciones de la Fábrica de Gas.

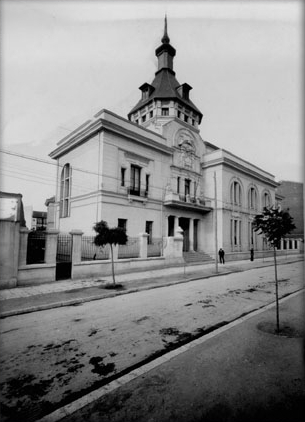
Fachada de la Escuela de Comercio en el año 1929

En febrero de 1857 La Vallisoletana, fábrica de lienzos de algodón, que llegó a tener 420 empleados en 1862, se establecen en la calle Estación enfrente de la Fábrica de Gas. Esta empresa es, por su importancia, una de las visitadas por la Reina Isabel II en su visita a Valladolid. Se ubica en la zona donde actualmente, y desde el 2009, está el Registro de la Propiedad y en su momento estuvo la Escuela de Comercio desde 1928.
En 1861 se instalan los Talleres de la Compañía del Ferrocarril del Norte.
En 1874 se establece los Talleres Miguel de Prado empresa especializada en la fabricación de motores y turbinas. Situada entre las actuales calles de Tudela, Labradores, Nicolás Salmerón y Miguel de Prado. Cesando su actividad en 1972 y ocupando un solar de 20.200 metros cuadrados.
En 1890 para dar acceso a la Estación del Norte desde la Plaza del Campillo, se traza la Calle Gamazo y prácticamente al mismo tiempo la Calle de la Abadía, posteriormente denominada de Muro.
En 1894 se construyó en esta calle el Frontón Fiesta Alegre.
La calle de la Independencia surge con motivo del cierre de la Vallisoletana, el 11 de noviembre de 1892, que tenía su puerta principal por la calle Estación. El propietario de los terrenos para facilitar su explotación urbanística traza una calle en forma de L (actualmente principio de Independencia y García Valladolid) que recibe el nombre de "Travesía de Muro".
El 7 de enero de 1944 se acuerda aprobar la extensión de la Calle de la Independencia hasta la Calle del Ferrocarril.

### Los ramales del río Esgueva

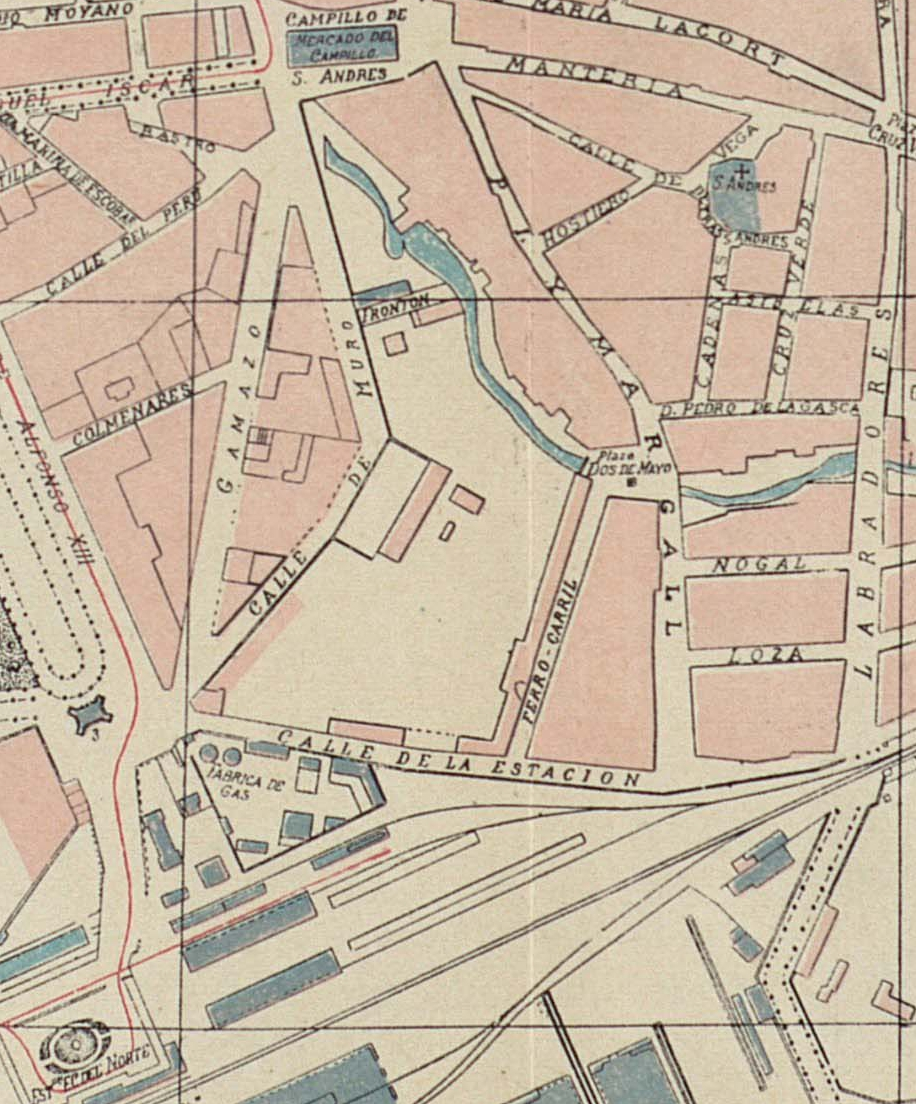
Travesía del Esgueva por el barrio del Caño Argales

El ramal Sur cruzaba el distrito desde la plaza Circular por la calle de Nicolás Salmerón, calle de 2 de Mayo, la plaza de España hasta Miguel Íscar. Por esta calle, el río seguía hasta la altura de Marina Escobar, donde giraba hacia Santiago, que la cruza entre Claudio Moyano y Miguel Íscar. La Esgueva seguía por Doctrinos hasta el Pisuerga. 
A mediados del siglo XIX, en 1841, se inicia el proyecto para cubrir partes del Esgueva a su paso por Valladolid, y 50 años más tarde, en 1891, se inicia el proyecto para el desvío por el cauce actual, evitando así el peligro de infecciones y crecidas en el casco urbano.
Pero no fue hasta 1919 cuando se terminó de cubrir y dio nombre a la calle "Joaquín Costa", actual Dos de Mayo, finalizando la relación que el distrito ha tenido con el río Esgueva.

## Servicios

### Educación
- Colegio Público Cardenal Mendoza; C/ Panaderos 28.

## Edificaciones desaparecidas
- Convento de la Merced Descalza, estaba situado en los terrenos ocupados por los Talleres de Renfe, junto la tapia de la calle Estación, entre la calle Ferrocarril y la calle Panaderos.
- Portillo de la Merced, estaba situado junto al antiguo Convento de la Merced Descalza, posteriormente se abrió otra puerta con el mismo nombre a la salida de la calle Labradores.
- Frontón Fiesta Alegre, estaba situado en la calle Muro a la altura del número 7.